# Ogilbia
Ogilbia é um género de peixe da família Bythitidae.
Este género contém as seguintes espécies:
- Ogilbia cayorum
- Ogilbia galapagosensis
- Ogilbia pearsei
- Ogilbia suarezae
- Ogilbia ventralis